# 木村兵太郎
木村兵太郎（日语：木村 兵太郎，1888年9月28日—1948年12月23日），日本埼玉县人。日本帝国时代军人，二战期间在中国和东南亚犯下多起屠杀平民的战争罪行，1948年被远东国际军事法庭判处绞刑并执行。
木村被视为东条英机担任首相期间的“三奸四愚”中的“四愚”之一（另外三人是佐藤賢了、真田穣一郎和赤松貞雄）。

## 早年生涯
1908年毕业于日本陆军士官学校第20期炮兵科和陆军大学校，曾任日本参谋本部部员、日本驻德国大使馆武官、陆军大学教官，野炮第22联队长、整备局统制课长、日本大本营野战兵器长官等职，着力提高日本的火炮杀伤力，是日本陆军的“炮兵专家”。
1929年伦敦裁军会议时，他作为随员参加了会议，积极主张日本摆脱西方国家的约束，鼓吹自主发展军备。
1939年3月9日，木村兵太郎升任日本军第32师团师团长，晋升为上将。
1940年升任关东军参谋长。木村还担任过近卫内阁、东条内阁的陆军省次长。
1944年7月被派赴缅甸任日本派遣军总司令。

## 二战中的主要行为
1939年3月，木村被任命为第32师团长，晋升为中将。随后被派到中国山东对敌后抗日根据地进行“扫荡”，命令士兵屠杀手无寸铁的民众。
1939年4月14日，木村率领8000多名日军对中国鲁南抗日根据地进行扫荡，在他率队“出征”前对部队下达命令要不惜一切代价全歼八路军及根据地，并且施行“三光政策”。当木村进入根据地后就遭到了中国八路军第115师的游击战的重创，木村兵太郎便命令日军士兵对手无寸铁的中国民眾进行血腥屠杀，并将2000多名老百姓关押在集中营做苦工，建立了“新华院集中营”。 |每一个被送到这里的劳工，每天都会被抽出200cc的血，日军欺骗劳工们说是做化验，其实是供日军伤员输血，有很多人都因抽血过多而致死。有些反抗者会被严刑拷打，甚至被放出的狼狗撕咬。集中营的墙上围着高压电网，很多逃跑的劳工都被电死在上面，而被抓回来的，也会被日军使用极其残忍的手段杀害。此后每年达10万余人的中国劳工被掳掠到东北、日本的矿区做苦工，山东、吉林、辽宁、山西等地从此出现了罪恶的“万人坑”。 
1940年由关东军挑起的日苏诺门坎战役刚刚结束，日本惨败。日本中央军部迁怒遭受重挫的关东军，由梅津美治郎和木村兵太郎接替关东军司令官和参谋长职务。木村上任后，继续坚持陆军派的强硬立场，积极酝酿关东军特别大演习（简称“关特演”），筹划对苏开战。
1941年，东条英机组阁，虽然木村仍任陆军省次长，但实际上与军务局长武藤章共同执掌起陆军省的大印，为东条内阁发动更大的军事冒险筹划。10月24日，东条内阁主持召开大本营联席会议，按照陆军省提出的计划全面部署了对美开战的一切事宜。会后，南方陆军部队迅速向作战地点集结，海军也以鹿儿岛为模拟作战场所，终日进行袭击珍珠港的作战演习。在这一系列的军事部署中，木村是具体的策划者和指导者。11月5日，御前会议召开，最后批准了木村等人提出的陆军省对美、英、荷作战计划，决定于12月初正式宣战。
1942年5月，日军占领了缅甸。1943年8月，日本政府宣布承认缅甸“独立”，并在仰光设立日本驻缅甸大使馆。在新加坡、马来西亚等地疯狂“大检举”、“大逮捕”，屠杀无辜平民的暴行；特别是从1942年11月到1943年10月间，占领军为了修筑泰缅铁路，强迫数十万英美军战俘和劳工在极端恶劣的环境下服苦役，先后有一两万名战俘和25万名劳工悲惨死去。这些都是木村担任陆军省次长期间日本军队在各地犯下的战争罪行，除陆军大臣负有责任外，木村也难辞其咎。
1944年8月30日，木村被调任驻缅甸方面军司令官。木村到任后立即制定了三个作战方案：一是试图切断中印之间的地面联络；二是攻击曼德勒及伊洛瓦底江畔；三是抗击印度洋沿岸登陆的美英部队。在与中国远征军作战中，他所率的日军损失大半。他将失败迁怒于当地民众，制造了仰光大屠杀血案，因此得到“缅甸屠夫”的恶名。在战后接受审判时，木村兵太郎被揭发，在缅甸战争挫败后向部下下达了屠杀的命令，对部下樱井省三说日军损失多少士兵就两倍于这个数字的去屠杀缅甸百姓，当时，日军损兵6千3百多，照这样计算，被屠杀的缅甸人民和战俘就至少达1万2千多名。被杀的战俘中有中国的士兵，也有英美军队的士兵。此外，木村还强征30余万名印度尼西亚壮丁充当“兵补”，驱赶他们到缅甸和新几内亚作战，其中有90％的人悲惨地死在热带丛林中。
1945年4月23日，英军攻入仰光，木村丢下部属和军队，只率几名随从乘侦察机仓皇逃出仰光，日本在缅甸等地的殖民统治宣布崩溃。日本战败后，他在仰光举行的盟军受降仪式上放下了軍刀，立即作为甲级战犯押送回日本。

## 被认定的罪行
1948年11月12日，被远东国际军事法庭判定犯有“共同谋议侵略战争罪”（反和平罪），对中国的侵略战争罪，对美国的侵略战争罪，对英国的侵略战争罪，对荷兰的侵略战争罪，以及“违反国际法的战争犯罪”（包括授权、命令、允许违法行为，无视违法行为的责任）等共计7项罪名，被判处绞刑（被判处无期徒刑以下的战犯多为6项以下罪名），是二战中日本的甲级战犯。1948年12月23日零时35分，木村在巢鸭监狱被处绞刑，是七名绞刑犯中的最后一名。
1978年10月被靖国神社合祀。

## 木村家与日本遗族会
日本在战后成立了很多的战争遗族会，都是日本右翼分子成立的积极为战争翻案的日本在侵略战争中阵亡者家属组织。这些遗族会的目标主要有两个：一是要求日本政府提高遗属补助金，二是实现政府官僚正式参拜靖国神社。日本首相等诸多政治人物参拜靖国神社跟这些遗族会的影响与压力不无关系。木村兵太郎的夫人就是其中“白菊遗族会”的会长。木村走上绞刑台之前，给他的夫人留下了临终遗言：“我走了，恳望爱妻英凤子想开些。超脱了死，便是永恒的生，愿护佑神保佑我俩来世仍结良缘。我将成为你们的指路标。”这临终遗言成了木村夫人成立遗族会的初始动力。